# Liste der Biografien/Tin
Liste der Biografien |
Portal Biografien |
Personensuche
# |
A |
B |
C |
D |
E |
F |
G |
H |
I |
J |
K |
L |
M |
N |
O |
P |
Q |
R |
S |
T |
U |
V |
W |
X |
Y |
Z |
?
 
Ta |
Tc |
Te |
Tf |
Tg |
Th |
Ti |
Tj |
Tk |
Tl |
Tm |
To |
Tq |
Tr |
Ts |
Tu |
Tv |
Tw |
Tx |
Ty |
Tz
 
Tia |
Tib |
Tic |
Tid |
Tie |
Tif |
Tig |
Tih |
Tii |
Tij |
Tik |
Til |
Tim |
Tin |
Tio |
Tip |
Tiq |
Tir |
Tis |
Tit |
Tiu |
Tiv |
Tiw |
Tix |
Tiy |
Tiz
Die Liste der Biografien führt alle Personen auf, die in der deutschsprachigen Wikipedia einen Artikel haben. Dieses ist eine Teilliste mit 209 Einträgen von Personen, deren Namen mit den Buchstaben „Tin“ beginnt.

## Tin
- Tin Wai, Peter (* 1965), myanmarischer römisch-katholischer Geistlicher, Bischof von Pyay
- Tin Win, Marco (* 1960), myanmarischer Geistlicher und römisch-katholischer Erzbischof von Mandalay
- Tin, Christopher (* 1976), US-amerikanischer Komponist
- Tin, Ida (* 1979), dänische Unternehmerin und Schriftstellerin
- Tin, Ka Ping (1919–2018), chinesischer Unternehmer und Philanthrop
- Tin, Louis-Georges (* 1974), französischer LGBT-Aktivist und Autor
- Tin, Pei Ling (* 1983), singapurische Politikerin
- Tin, Saya (1894–1950), birmanischer Musiker und Komponist

### Tina
- Tīna, Samanta (* 1989), lettische Sängerin
- Tinagli, Irene (* 1974), italienische Wirtschaftswissenschaftlerin und Politikerin (früher SC, seit 2015 PD)
- Tinälijew, Nurmachan (* 1988), kasachischer Ringer
- Tinan, Jean de (1874–1898), französischer Schriftsteller
- Tinard, Gaston (1915–1998), französischer Hindernisläufer
- Tinashe (* 1993), US-amerikanische Sängerin, Schauspielerin und TänzerinTinashe (* 1993)
- Tinasky, Wanda, Autorenpseudonym

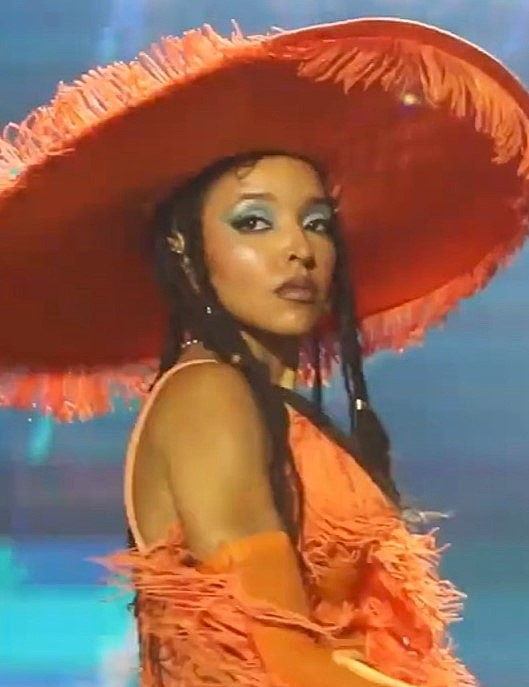
Tinashe (* 1993)

- Tinat, Dennis (* 1984), deutscher Hörfunkmoderator
- Tinaud, Jean-Louis (1910–1990), französischer Politiker, Mitglied der Nationalversammlung, Senator und Staatssekretär
- Tinayre, Daniel (1910–1994), argentinischer Regisseur, Drehbuchautor und Filmproduzent
- Tinayre, Marcelle (1870–1948), französische Schriftstellerin
- Tinayre, Victoire (1831–1895), französische Kommunardin
- Tınaz, İrfan (* 1929), türkischer Admiral
- Tınaz, Korhan (1950–2016), türkischer Fußballspieler
- Tinazzi, Marcel (* 1953), französischer Radrennfahrer

### Tinb
- Tinbergen, Jaap (1934–2010), niederländischer Astronom
- Tinbergen, Jan (1903–1994), niederländischer Mathematiker und Wirtschaftswissenschaftler
- Tinbergen, Joost M. (* 1950), niederländischer Ökologe
- Tinbergen, Luuk (1915–1955), niederländischer Ökologe
- Tinbergen, Nikolaas (1907–1988), niederländischer VerhaltensbiologeNikolaas Tinbergen (1907–1988)

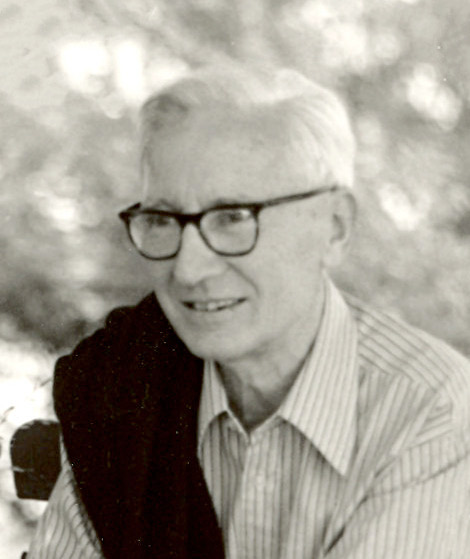
Nikolaas Tinbergen (1907–1988)

- Tinbergen, Tijs (* 1947), niederländischer Filmproduzent

### Tinc
- Tinch, Cordell (* 2000), US-amerikanischer Leichtathlet
- Tincher, Jasper N. (1878–1951), US-amerikanischer Politiker
- Tincknell, Harry (* 1991), britischer Automobilrennfahrer
- Tincq, Henri (1945–2020), französischer Journalist und Buchautor
- Tinctoris, Johannes, franko-flämischer Komponist, Musiktheoretiker und Sänger der Renaissance
- Tinctorius, Christoph (1604–1662), deutscher Mediziner
- Tinctorius, Mathias (1568–1632), deutscher Richter und Notar

### Tind
- Tindal, Matthew (1657–1733), Vertreter des Deismus in England
- Tindal-Carill-Worsley, Geoffrey (1908–1996), britischer Offizier der Luftstreitkräfte des Vereinigten Königreichs
- Tindale, Norman (1900–1993), australischer Anthropologe, Entomologe und Ethnologe
- Tindall, Mike (* 1978), englischer Rugby-Union-Spieler
- Tindall, Zara (* 1981), britische Reiterin und Tochter von Prinzessin AnneZara Tindall (* 1981)

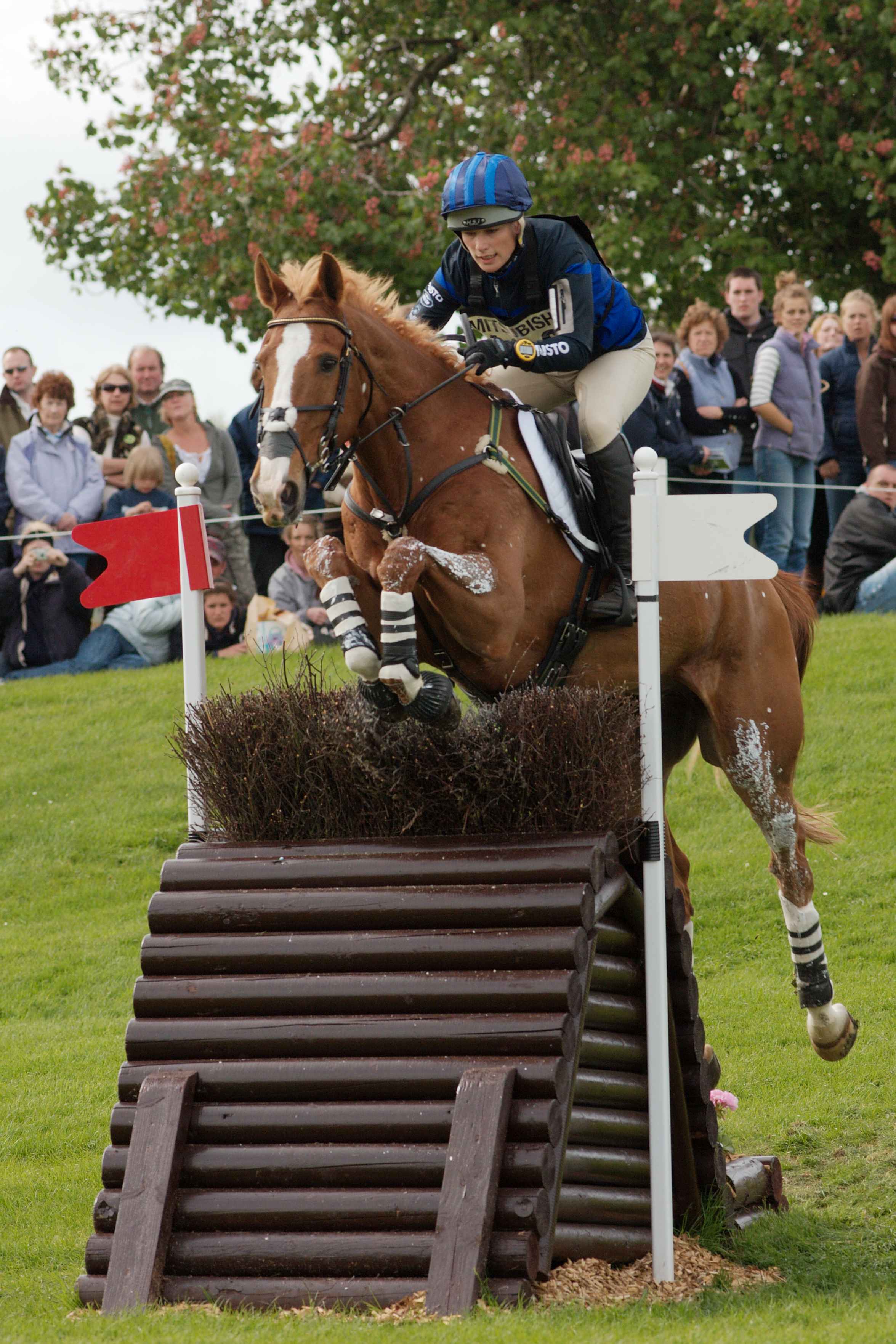
Zara Tindall (* 1981)

- Tindemans, Leo (1922–2014), belgischer Premierminister, MdEP
- Tindouft, Mohamed (* 1993), marokkanischer Hindernisläufer

### Tine
- Tine, Martin Boucar (* 1966), senegalesischer Ordensgeistlicher, römisch-katholischer Bischof von Kaolack
- Tinega, Brian Onyari (* 2002), kenianischer Sprinter
- Tineius Longus, römischer Offizier (Kaiserzeit)
- Tineius Rufus, Quintus, römischer Senator und Suffektkonsul im Jahr 127
- Tineius Rufus, Quintus, römischer Konsul 182
- Tineius Sacerdos, Quintus, römischer Konsul 192 und 219
- Tineius Sacerdos, Quintus, römischer Konsul 158
- Tinel, Edgar (1854–1912), belgischer Komponist und Pianist
- Tinelli, José (1911–1960), argentinischer Tangopianist, Bandleader und Komponist
- Tineo Leigue, Guillermo (1929–2011), bolivianischer Politiker und Diplomat
- Tineo Rivera, Luis Armando (* 1948), venezolanischer Geistlicher und emeritierter römisch-katholischer Bischof von Carora
- Tineo, Nathalie (* 1982), deutsche Popsängerin
- Tiner, Kris (* 1977), US-amerikanischer Jazztrompeter und Musikpädagoge
- Tinerfe, König der Guanchen auf der Kanareninsel Teneriffa
- Tinerino, Dennis (1945–2010), US-amerikanischer Bodybuilder
- Tinetti, Giovanna (* 1972), italienische Physikerin, Astronomin und Hochschullehrerin
- Tinetti, Jan (* 1968), neuseeländische Politikerin der New Zealand Labour Party

### Ting
- Ting, Jenny (* 1953), US-amerikanische Immunologin
- Ting, Samuel Chao Chung (* 1936), US-amerikanischer Physiker
- Ting, Shu (* 1952), chinesische Dichterin
- Ting, Walasse (1929–2010), chinesisch-amerikanischer Maler und Dichter
- Tinga (* 1978), brasilianischer Fußballspieler
- Tingager, Frederik (* 1993), dänischer Fußballspieler
- Tingart, Markus (* 1968), deutscher Orthopäde
- Tingatinga, Edward (1932–1972), tansanischer Maler
- Tingay, Declan (* 1999), US-amerikanisch-australischer Leichtathlet
- Tingay, Lance (1915–1990), britischer Sportjournalist
- Tingelhoff, Mick (1940–2021), US-amerikanischer American-Football-Spieler
- Tingelstad, Bud (1928–1981), US-amerikanischer Autorennfahrer
- Tingier, Lyman T. (1862–1920), US-amerikanischer Politiker
- Tingle, Sam (1921–2008), simbabwischer Formel-1-Rennfahrer
- Tingle, Scott (* 1965), US-amerikanischer Astronaut
- Tingler, Philipp (* 1970), deutscher Schriftsteller, Journalist und WirtschaftswissenschaftlerPhilipp Tingler (* 1970)

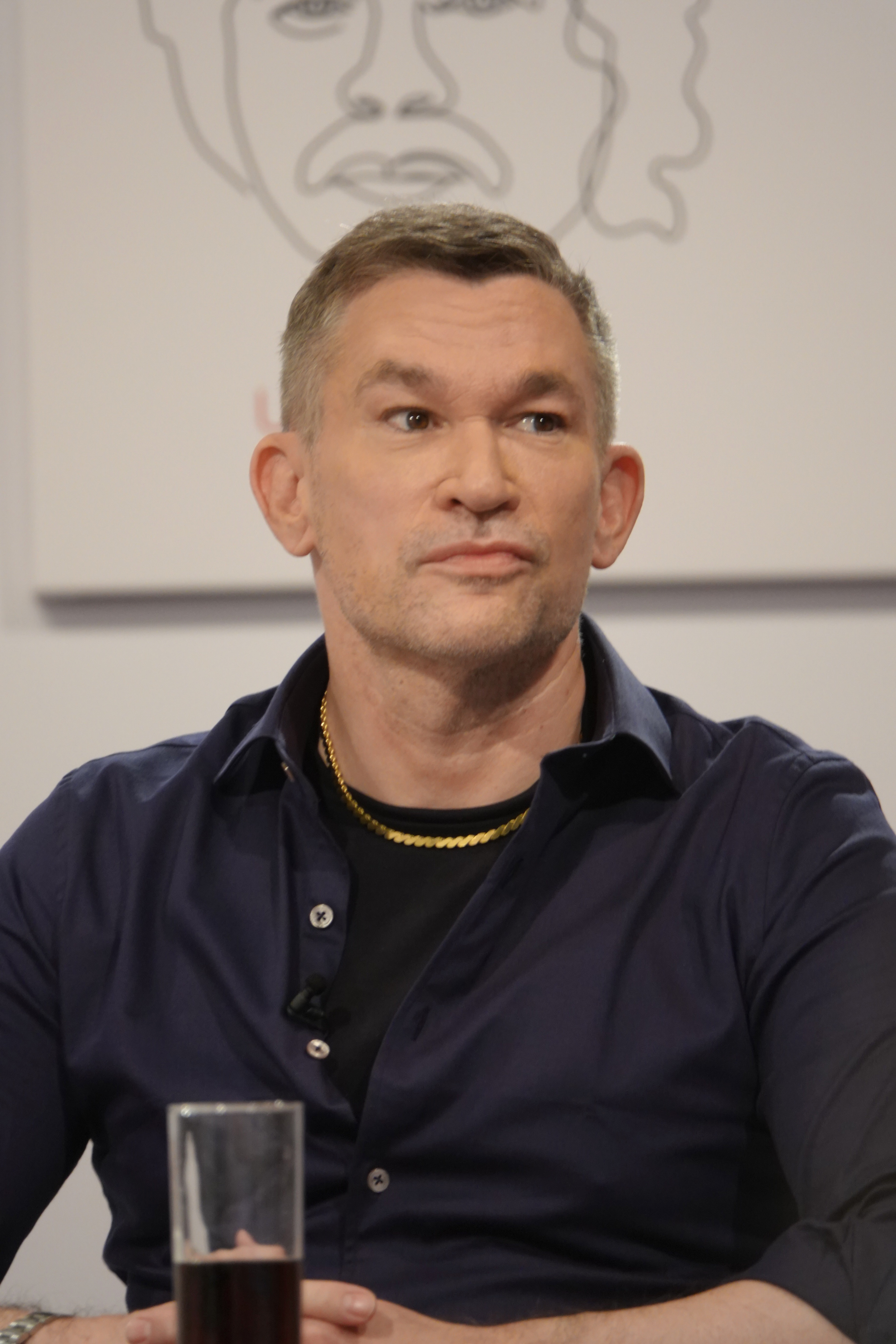
Philipp Tingler (* 1970)

- Tingley, Clyde (1882–1960), US-amerikanischer Politiker
- Tingley, Katherine (1847–1929), US-amerikanische Sozialreformerin, Autorin, Theosophin
- Tingley, Paul (* 1970), kanadischer Segelsportler
- Tingsten, Herbert (1896–1973), schwedischer Politikwissenschaftler, Schriftsteller, Journalist und Zeitungsverleger
- Tingström, Viktor (* 2001), schwedischer Dartspieler
- Tingsvall, Albin (* 1987), schwedischer Handballspieler
- Tinguely Mattli, Florence, Schweizer Diplomatin und Botschafterin
- Tinguely, Jean (1925–1991), Schweizer Maler, Bildhauer und Experimental-KünstlerJean Tinguely (1925–1991)

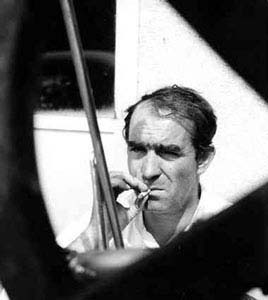
Jean Tinguely (1925–1991)

- Tinguiano, Moïse (* 1977), guineischer römisch-katholischer Geistlicher, Bischof von Boké
- Tinguizi († 1983), nigrischer Erzähler
- Tingvall, Martin (* 1974), schwedischer Jazzmusiker und Songwriter
- Tingwell, Charles (1923–2009), australischer Schauspieler

### Tinh
- Tinhof, Dietz (* 1964), österreichischer Musikproduzent
- Tinhof, Hans (1915–1979), österreichischer Politiker (ÖVP), Landtagsabgeordneter

### Tini
- Tini (* 1997), argentinische Schauspielerin, Sängerin und Tänzerin
- Tinilau, Okilani (* 1989), tuvaluischer Leichtathlet und Fußballspieler
- Tinius, Johann Georg (1764–1846), deutscher Theologe und Bibliomane
- Tinius, Rosemarie (* 1945), deutsche Politikerin (SPD), MdL
- Tinivella, Felicissimo Stefano (1908–1978), italienischer Ordensgeistlicher, Erzbischof von Ancona und Numana

### Tinj
- Tinjić, Jasmina (* 1991), bosnische Tennisspielerin

### Tink
- Tinkebell (* 1979), niederländische Künstlerin
- Tinker, Edward Larocque (1881–1968), US-amerikanischer Schriftsteller und Philanthrop
- Tinker, Gerald (* 1951), US-amerikanischer Leichtathlet und American-Football-Spieler
- Tinker, William Dean (* 1934), US-amerikanischer Organist, Pianist, Cembalist und Musikpädagoge
- Tinkerbell (* 1977), israelische Schauspielerin
- Tinkham, George H. (1870–1956), US-amerikanischer Politiker
- Tinkham, Michael (1928–2010), US-amerikanischer Physiker
- Tinkhauser, Johann Nepomuk (1787–1844), Tiroler Goldschmied, Kupferstecher, Sammler und Chronist
- Tinkhauser, Roland (* 1974), italienischer Politiker (Südtirol)
- Tinkler, Cole (* 1986), neuseeländischer Fußballspieler
- Tinkler, Eric (* 1970), südafrikanischer Fußballspieler und -trainer
- Tinkler, Robert (1775–1820), britischer Seemann
- Tinkow, Oleg Jurjewitsch (* 1967), zyprischer UnternehmerOleg Jurjewitsch Tinkow (* 1967)

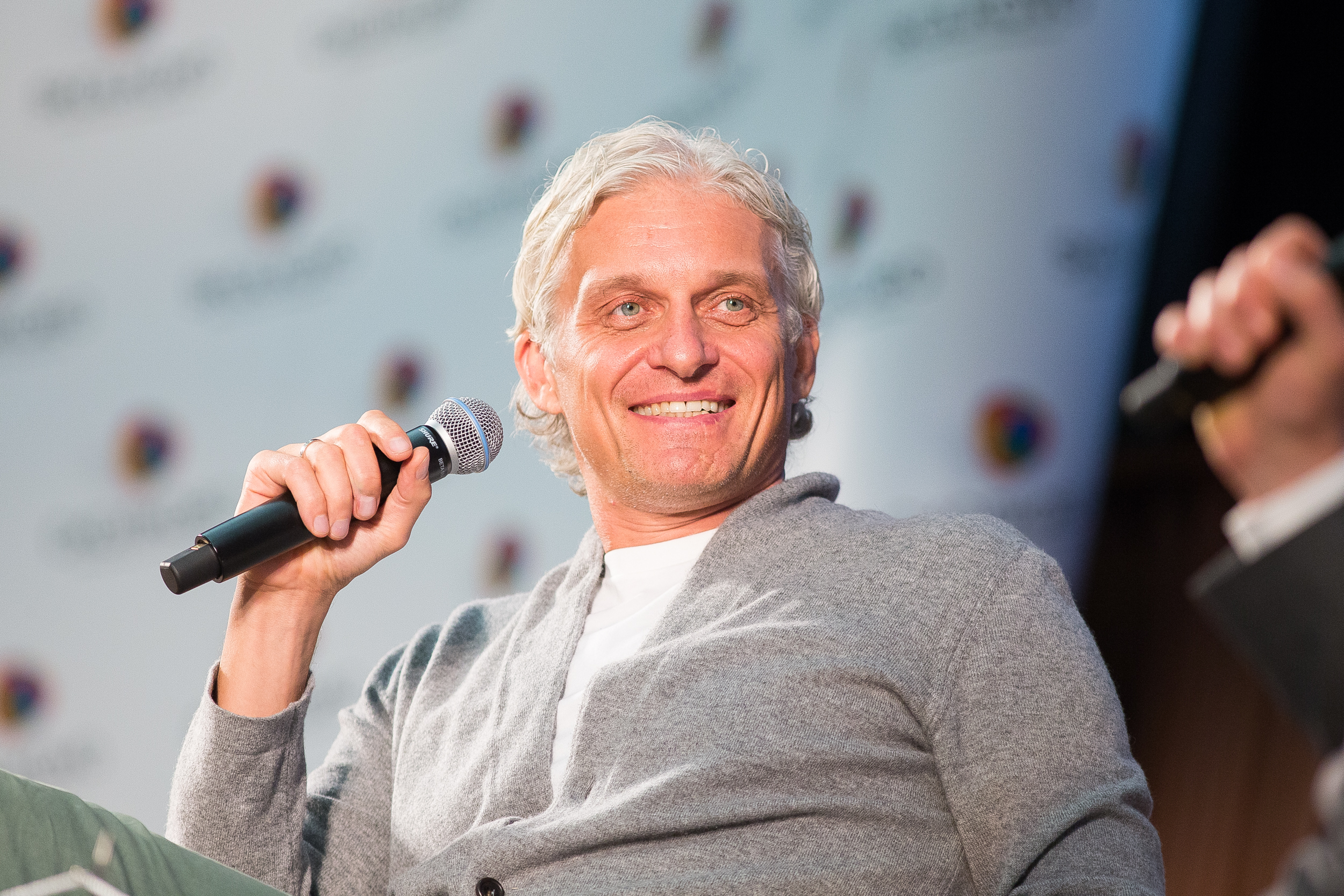
Oleg Jurjewitsch Tinkow (* 1967)

### Tinl
- Tinley, Scott (* 1956), US-amerikanischer Triathlet
- Tinline, Dorothy (1921–2013), kanadische Badmintonspielerin
- Tinling, Ted (1910–1990), britischer Tennisfunktionär, Modedesigner, Schriftsteller

### Tinm
- Tinmar, Teddy (* 1987), französischer Leichtathlet

### Tinn
- Tinna Gunnlaugsdóttir (* 1954), isländische Schauspielerin
- Tinna Helgadóttir (* 1984), isländische Badmintonspielerin
- Tinna Hrafnsdóttir (* 1975), isländische Schauspielerin
- Tinnakorn Asurin (* 1990), thailändischer Fußballspieler
- Tinnappel, Bartholomeus († 1566), Bürgermeister der Hansestadt Lübeck
- Tinndahn, Jan (* 1961), dänischer Motorradrocker
- Tinne, Alexine (1835–1869), niederländische Entdeckerin und Afrikaforscherin
- Tinnefeld, Allegra (* 2005), österreichische Musikerin und Schauspielerin
- Tinnefeld, Franz (* 1937), deutscher Byzantinist und Hochschullehrer
- Tinnefeld, Günter (* 1957), deutscher Fußballspieler und -trainer
- Tinnefeld, Thomas (* 1960), deutscher Sprachwissenschaftler und Hochschullehrer
- Tinner, Beat (* 1971), Schweizer PolitikerBeat Tinner (* 1971)

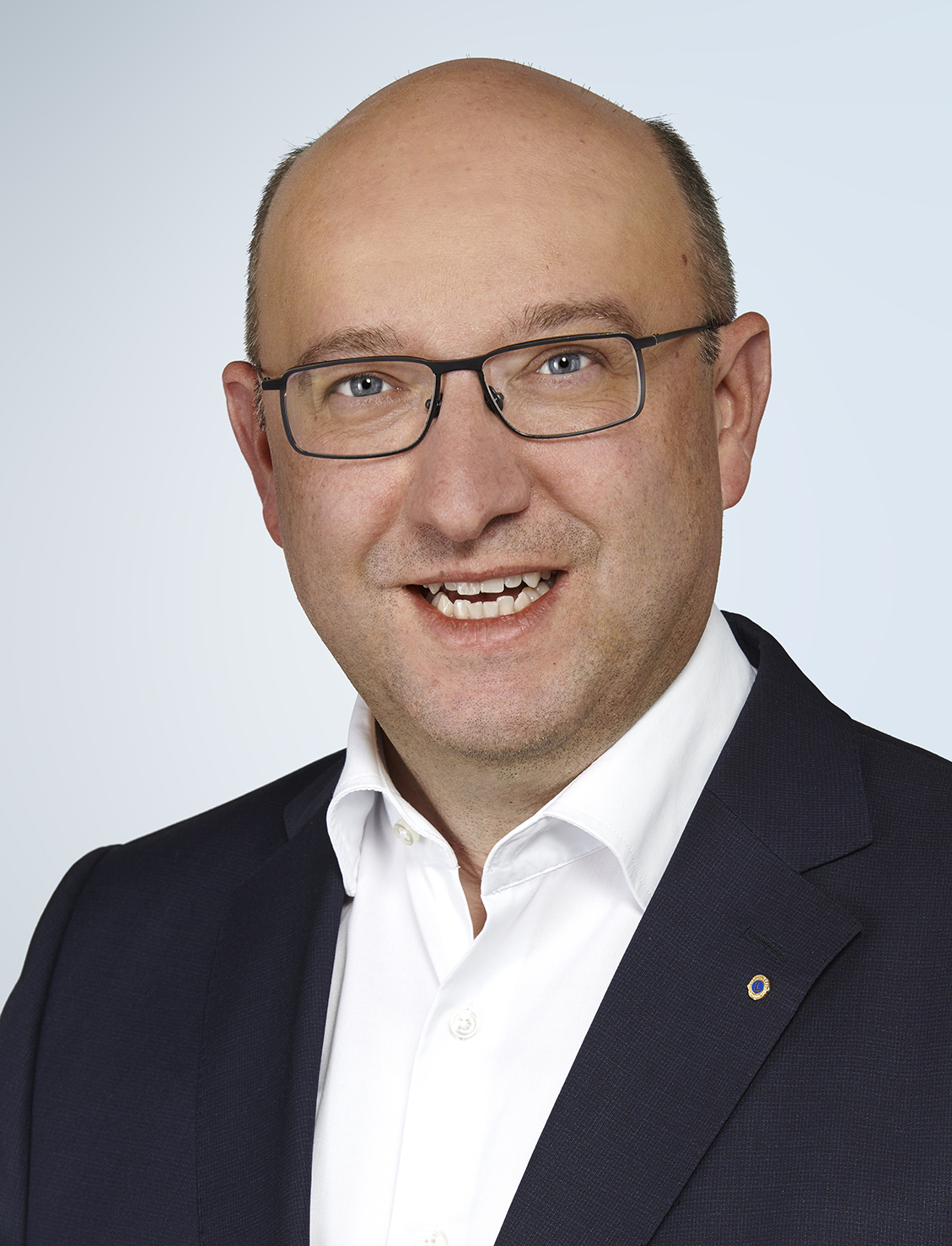
Beat Tinner (* 1971)

- Tinner, René (* 1953), Schweizer Musikproduzent und Studiotechniker
- Tinner, Urs (* 1965), Schweizer Ingenieur und ehemaliger Agent
- Tinnerholm, Anton (* 1991), schwedischer Fußballspieler
- Tinnes, Andrea (* 1969), deutsche Schriftgestalterin, Grafikdesignerin und Hochschullehrerin
- Tinnes, Anton (1899–1960), deutscher Geologe und Kommunalpolitiker
- Tinnesz, Sam (* 1985), US-amerikanischer Musiker und Singer-Songwriter
- Tinney, Allen (1921–2002), US-amerikanischer Jazzpianist
- Tinney, Christopher G. (* 1964), australischer Astrophysiker und Professor für Astrophysik
- Tinney, Claus (* 1932), deutscher Schauspieler, Regisseur, Drehbuchautor und Schriftsteller
- Tinney, Mary († 2006), irische Diplomatin
- Tinney, Sheila (1918–2010), irische Mathematikerin, Physikerin und Hochschullehrerin
- Tinney, Stuart (* 1964), australischer Vielseitigkeitsreiter
- Tinni, Ousséini (* 1954), nigrischer Politiker und Diplomat
- Tinnin, Shirazette, US-amerikanische Jazz-Musikerin
- Tinning, Bob (1925–2001), australischer Ruderer
- Tinning, Marybeth (* 1942), US-amerikanische Serienmörderin
- Tinnion, Brian (* 1968), englischer Fußballspieler und Trainer
- Tinniswood, John (1912–2024), britischer Supercentenarian
- Tinnon, Dennis (* 1988), US-amerikanischer Basketballspieler

### Tino
- Tino di Camaino († 1337), italienischer Bildhauer und Architekt der Spätgotik
- Tino, Geirun (* 1950), österreichischer Theaterintendant, Regisseur, Schauspieler, Dramaturg und Übersetzer
- Tinoco de Contreras, José Gregorio (* 1780), Gouverneur der Provinz Comayagua in Honduras
- Tinoco Granados, Federico Alberto (1868–1931), Präsident Costa Ricas
- Tinoco, Alfredo (* 1934), mexikanischer Hindernis-, Mittelstrecken- und Langstreckenläufer
- Tinoco, Arnulfo (* 1971), mexikanischer Fußballspieler
- Tinoco, Diego (* 1997), US-amerikanischer SchauspielerDiego Tinoco (* 1997)

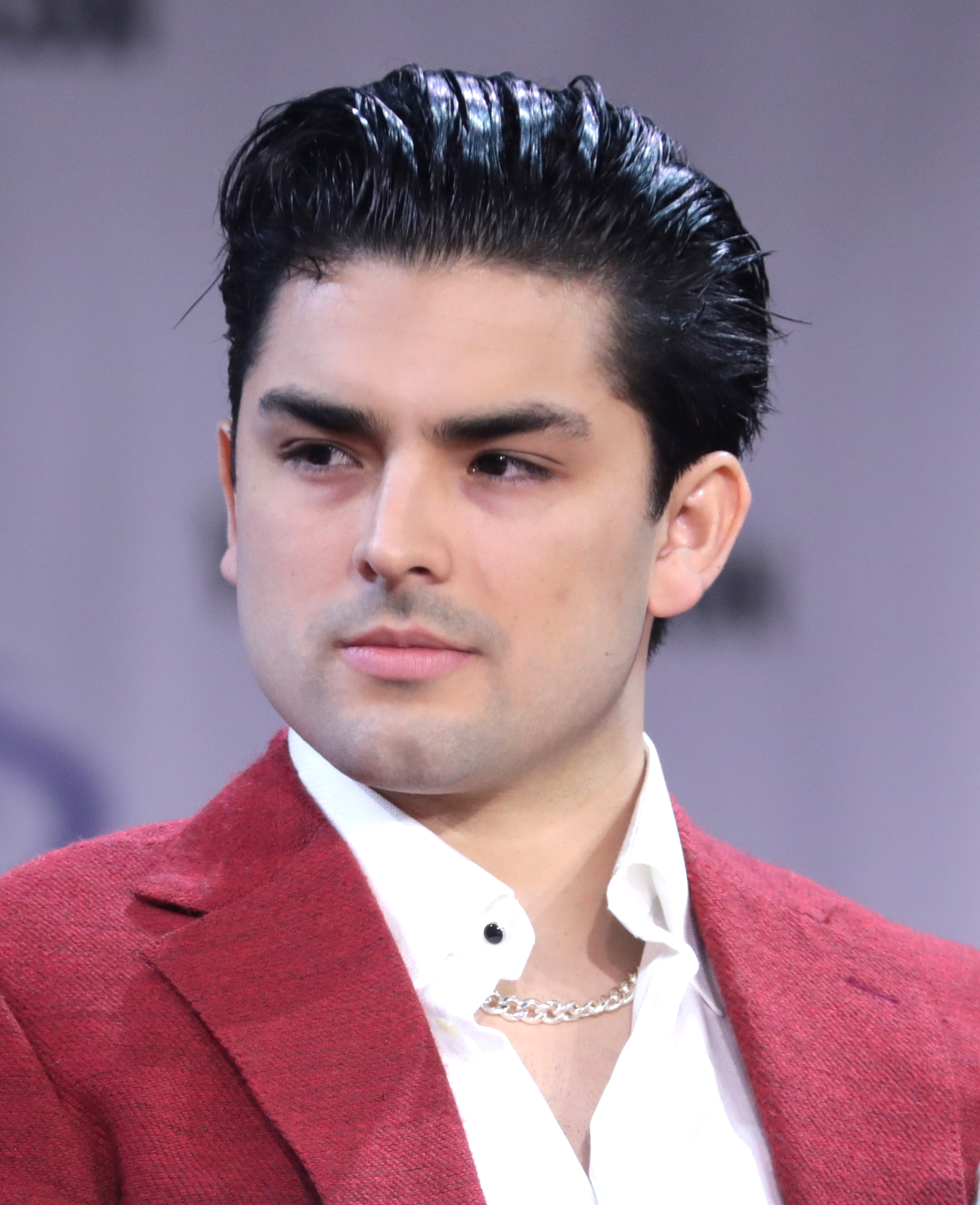
Diego Tinoco (* 1997)

- Tinoco, Ignacio (1930–2016), US-amerikanischer Chemiker
- Tinoco, João José (1924–1983), portugiesischer Architekt
- Tinoco, Luís (* 1969), portugiesischer Komponist und Hochschullehrer
- Tinódi, Sebestyén († 1556), ungarischer Liedermacher und Lautenspieler
- Tinordi, Jarred (* 1992), US-amerikanischer Eishockeyspieler
- Tinordi, Mark (* 1966), kanadischer Eishockeyspieler
- Tinoudji, Dominique (* 1973), tschadischer Geistlicher, römisch-katholischer Bischof von Pala

### Tins
- Tins, Benno (1903–1990), sudetendeutscher Staatswissenschaftler und Verleger
- Tinschmann, Eva (1893–1978), deutsche Schauspielerin
- Tinseau, Christophe (* 1969), französischer Automobilrennfahrer
- Tinseau, Léon de (1844–1921), französischer Verwaltungsbeamter, Journalist Feuilletonist und Schriftsteller
- Tinsley, Beatrice (1941–1981), neuseeländische Astronomin und Kosmologin
- Tinsley, Christien (* 1974), Maskenbildner und Spezialeffektkünstler
- Tinsley, Gaynell (1913–2002), US-amerikanischer American-Football-Spieler und -Trainer
- Tinsley, Jamaal (* 1978), US-amerikanischer Basketballspieler
- Tinsley, John (1919–1992), britischer anglikanischer Theologe; Bischof von Bristol (1976–1985)
- Tinsley, Marion (1927–1995), US-amerikanischer Weltmeister im Dame-Spiel
- Tinsley, Michael (* 1984), US-amerikanischer Hürdenläufer
- Tinsley, Richard Bolton (1875–1944), britischer Geschäftsmann und Nachrichtendienstler
- Tinsley, Terrence (* 1957), britischer Radrennfahrer
- Tinsley, William (1804–1885), irisch-US-amerikanischer Architekt

### Tint
- Tintaya, Elizabeth, peruanische Fußballschiedsrichterin
- Tintelnot, Hans (1909–1970), deutscher Kunsthistoriker und Maler
- Tintelott, Hubert (* 1947), deutscher Generalsekretär des Internationalen Kolpingwerkes
- Tinter, Karl (1859–1899), österreichischer Holzstecher
- Tinter, Wilhelm (1839–1912), österreichischer Geodät, Astronom und Hochschullehrer
- Tintěra, Václav (* 1893), böhmisch-tschechoslowakischer Radrennfahrer
- Tinterow, Gary (* 1953), amerikanischer Kunsthistoriker
- Tinti, Bartholomäus I. von (1661–1757), österreichischer Hofbeamter
- Tinti, Bartholomäus III. von (1736–1794), österreichischer Freimaurer und Geiger
- Tinti, Elio (1936–2024), italienischer römisch-katholischer Geistlicher, Bischof von Carpi
- Tinti, Friedrich (1888–1948), österreichischer Politiker
- Tinti, Gabriele (1932–1991), italienischer FilmschauspielerGabriele Tinti (1932–1991)

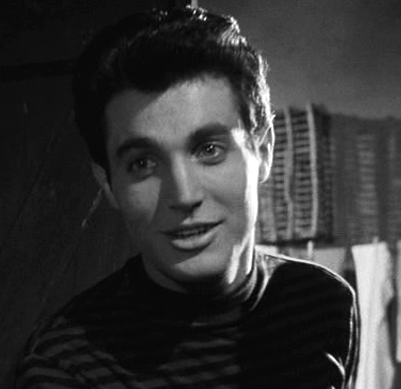
Gabriele Tinti (1932–1991)

- Tinti, Gabriele (* 1979), italienischer Lyriker
- Tinti, Karl August (1876–1933), deutscher Architekt und Maler
- Tinti, Karl Heinrich (1919–2013), österreichischer Schriftsteller, Schauspieler und Montanist
- Tinti, Karl Valentin von (1801–1852), österreichischer Adliger
- Tinti, Karl Wilhelm von (1829–1884), österreichischer Adliger
- Tintiş, Emir (* 2004), türkischer Fußballspieler
- Tintner, Erwin (1885–1957), österreichischer Grafiker, Kinderbuchillustrator und Comiczeichner
- Tintner, Georg (1917–1999), österreichisch-neuseeländischer Dirigent
- Tintner, Gerhard (1907–1983), österreichischer Ökonometriker und Hochschullehrer
- Tintner, Hans (1894–1942), österreichischer Schauspieler, Filmregisseur, Filmproduzent und Filmverleiher
- Tinto, Halidou, Ivorer Malariaforscher
- Tintor, George (1957–2021), kanadischer Ruderer
- Tintor, Vladimir (* 1978), serbischer Schauspieler
- Tintorer i Sagarra, Pere (1814–1891), katalanischer Pianist, Komponist und Musikpädagoge
- Tintoretto, Domenico (1560–1635), venezianischer Maler
- Tintoretto, Jacopo († 1594), italienischer MalerJacopo Tintoretto († 1594)

Jacopo Tintoretto († 1594)

- Tintoretto, Marco, venezianischer Maler
- Tintori, Lilian (* 1978), venezolanische Menschenrechtsaktivistin
- Tintweiss, Steve (* 1946), amerikanischer Jazzmusiker (Kontrabass)

### Tinu
- Tinubu, Bola (* 1952), nigerianischer Politiker (All Progressives)
- Tinubu, Efunroye († 1887), Yoruba-Unternehmerin

### Tinw
- Tinwa, Noah (* 2001), deutscher Schauspieler

### Tiny
- Tiny, Carlos Alberto Pires (1950–2022), são-toméischer Politiker, Außenminister (seit 2008)

### Tinz
- Tinzl, Karl (1888–1964), italienischer Politiker, Mitglied der Camera dei deputati und Anwalt (Südtirol)
- Tinzmann, Julius (1907–1982), deutscher Schriftsteller, Hörspielautor und Maler